# 速算法
速算法，是以不同的方法或簡單的方法以較快的速度計算數學題，目的是快速而精確地計算出答案。速算法有很多種，當中比較知名的是珠心算和史豐收速算法。不同的速算法有不同的特點、計算方式和計算速度亦有所不同。